# Кечкеметская синагога
Синагога в Кечкемете — памятник архитектуры второй половины XIX века, яркая достопримечательность небольшого исторического центра венгерского города.
Еврейская община Кечкемета к середине XIX века значительно разрослась и стал вопрос о возведении в городе новой вместительной синагоги. Здание на 600 мест в неомавританском стиле по проекту архитектора Яноша Зиттербарта было построено с 1867 по 1871 год.
Главный фасад, выходящий на запад, членён на три части. Центральный ризалит с тремя входными группами под полуциркульными арками и крупной розой над ними, был увенчан стройной восьмиугольной башней с луковичной главой. Фасад завершается зубцами и башенками, характерными для архитектуры венгерского романтизма.
В 1911 году синагога пострадала от Кечкеметского землетрясения силой 5,5 баллов. В частности, накренилась и упала луковичная глава, опиравшаяся на разрушенные чугунные колонны. За реконструкцию взялся будапештский архитектор Липот Баумхорн, знаменитый автор нескольких десятков синагог по всей Австро-Венгрии. Он заменил главу на новую, в форме цветка лотоса, а также сделал клиновидную пристройку у южной стены здания, позволившую вывести боковой фасад на красную линию нынешней улицы Ракоши.
В годы второй мировой войны здание стало конюшней для офицеров СС. После Холокоста евреев в Кечкемете стало во много раз меньше, сократившаяся община уже не смогла содержать большую синагогу. Долгие годы здание пустовало, пока в 1966 году не было продано городу. В 1974 году, после серьёзной внутренней реконструкции (в частности, были разобраны «женские» галереи второго этажа), здесь разместился Дом науки и техники. В XXI веке здание используется как выставочный и концертный зал. В качестве постоянной экспозиции здесь выставлены гипсовые копии 15 статуй Микеланджело.